# Discovery Education
Discovery Education – część spółki Discovery Communications zajmująca się produkcją materiałów dydaktycznych (głównie filmów dokumentalnych) dla szkół. Materiały są zgodne z wszystkimi programami nauczania i bardzo popularne wśród nauczycieli. Discovery Education działa na terenie prawie całych Stanów Zjednoczonych.

## Usługi

### Discovery Education Lessons
Materiały do prowadzenia zajęć lekcyjnych i pozalekcyjnych takich jak : filmy, e-książki, interaktywne ćwiczenia. Przeznaczone do wszystkich stopni szkolnictwa tj. od podstawówki do studiów.Wszystkie materiały dostępne są w formie DVD, VHS, CD oraz dostępne przez specjalną witrynę internetową. Są one płatne i przeznaczone tylko do użytkowania w szkołach.
Pogrupowane są tematycznie :
- Discovery Educations Science - materiały do przedmiotów ścisłych
- Discovery Education Heatlh - materiały dotyczące zdrowego trybu życia
- Discovery Education Network - pozostałe materiały

### PowerMediaPlus
Cyfrowa biblioteka zawierająca zarówno autorskie e-książki spółki oraz cyfrowe wersje podręczników, lektur itp. z innych wydawnictw.
Dostępna w dwóch wersjach : dla uczniów i nauczycieli.

### Discovery Media Server Solutions
Serwer internetowy umożliwiający nauczycielom korzystanie z usług Discovery Education za pomocą Internetu.

### Discovery School
Portal internetowy umożliwiający bezpłatny dostęp do wielu różnych narzędzi dydaktycznych. Podzielone podobnie jak w przypadku Discovery Education Lessons (Science, Heatlh, Network). Przeznaczony głównie dla uczniów.